# مايك بيترسن
مايك بيترسن (بالإنجليزية: Mike Petersen)‏ (6 مايو 1965 بملبورن في أستراليا - ) هو لاعب كرة قدم أسترالي في مركز الوسط، شارك في الألعاب الأولمبية الصيفية 1988. وشارك مع منتخب أستراليا لكرة القدم. أما مع النوادي، فقد لعب مع أياكس أمستردام ورودا ياي سي ونادي جنوب ملبورن وبرونزويك يوفنتوس جونيورز ‏ وهايدلبرغ يونايتد ‏.

## وصلات خارجية
- مايك بيترسن على موقع قاعدة بيانات كرة القدم.إي يو (الإنجليزية)
- مايك بيترسن على موقع ناشيونال فوتبول تيمز (الإنجليزية)
- مايك بيترسن على موقع أوليمبيديا (الإنجليزية)